# 勝又温史
勝又 温史（かつまた あつし、2000年5月22日 - ）は、東京都狛江市出身のプロ野球選手（外野手）。右投左打。横浜DeNAベイスターズ所属。

## 経歴

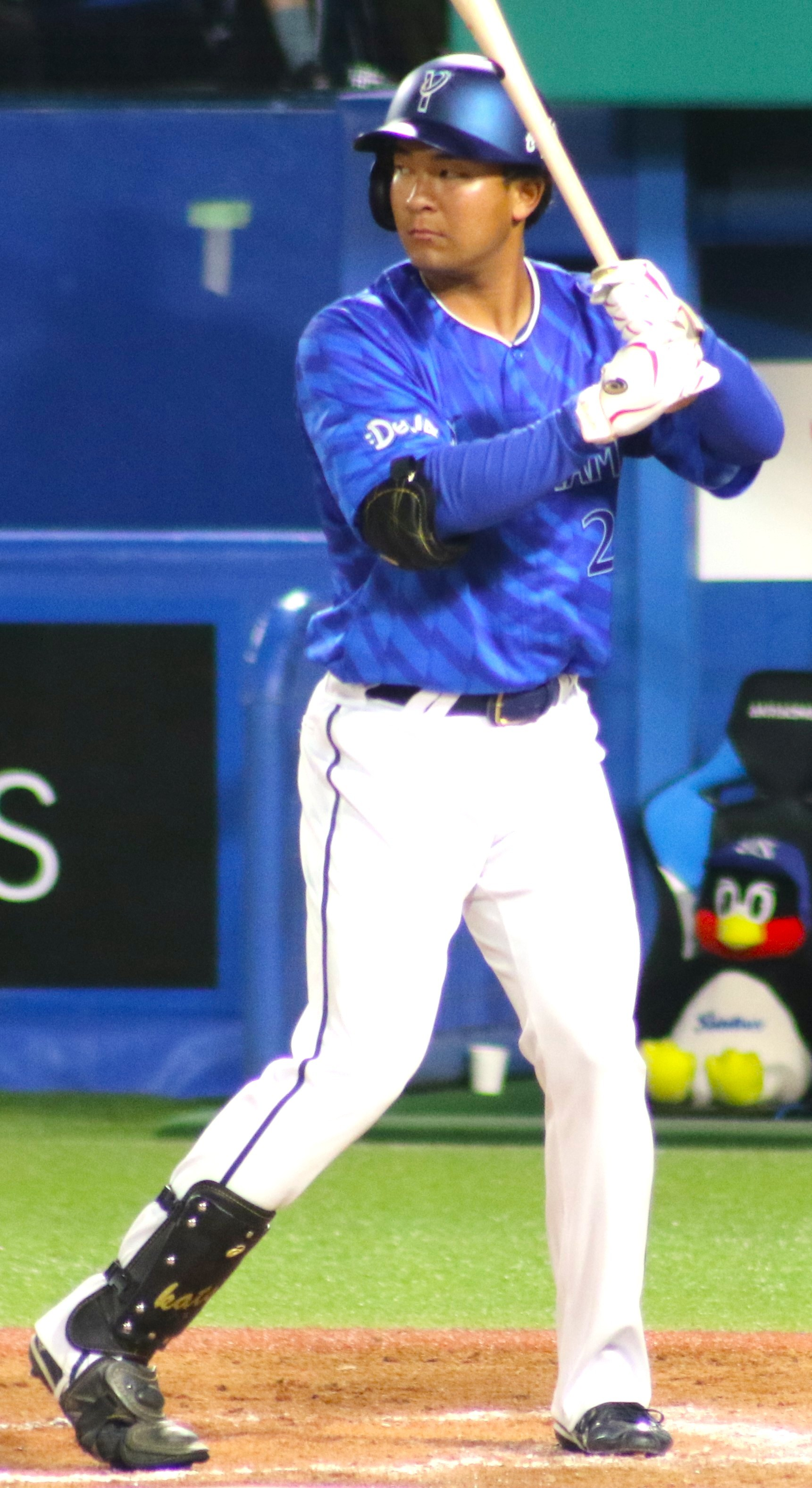
2025年5月1日 明治神宮野球場にて（初出場・初打席）

### プロ入り前
狛江市立狛江第六小学校に入学し、小学校3年の時から軟式チーム・狛江ロッキーズで野球を始める。野球を始めたきっかけは友達の誘いで、それまではサッカーをやっていたという。狛江市立狛江第二中学校に進学し、野球は狛江ボーイズに所属した。
日本大学鶴ヶ丘高等学校に進学。そのきっかけは小学5年生の時に全国高等学校野球選手権西東京大会で日本大学第三高等学校と善戦しながら敗れた試合を見て、強い日大三高を倒したいという思いを抱いたことだった。入学当初の面談で監督に「プロ野球選手になります」と宣言し、野球部に入部。途中ライバルにエースナンバーを奪われることもあったが、3年生時の2018年には西東京大会の決勝に進出。相手は日大鶴ヶ丘に入るきっかけとなった、井上広輝を擁する日大三高だった。決勝では先発するも、3対3の9回裏一死から大塚晃平にサヨナラ本塁打を打たれ敗戦投手となる。表彰式後、熱中症で歩行も困難な状態となり、救急車で病院に搬送された。
2018年10月25日に行われたプロ野球ドラフト会議で横浜DeNAベイスターズから4巡目で指名を受け、11月9日に契約金4000万、推定年俸600万円で仮契約を結んだ。背番号は28。担当スカウトは欠端光則。

### DeNA時代
2019年、一軍登板とはならず、二軍では17試合48回を投げて防御率7.13だった。
2020年、フォーム改造に挑むも本人曰く「イップスのような状態」まで悪化し、二軍でも1試合のみの登板に留まった。
2021年、一軍登板はなく、二軍ではリリーフとして31試合34.1回を投げて3勝1敗、防御率1.83を記録したが、四死球44、暴投8と制球面で伸び悩んだ。10月5日に球団から戦力外通告を受け、12月9日に育成選手として再契約。野手に転向し、みやざきフェニックス・リーグから外野手として出場。リーグ終盤には投手として登板し、投手から野手に転向する区切りをつけた。新しい背番号は028。
2022年は、春季キャンプから二軍打撃コーチの大村巌と二人三脚で打撃練習に取り組み、素人の状態だった外野守備も打球の追い方やゴロの捕り方など一から叩き込まれた。イースタン・リーグ開幕直後から2試合連続で本塁打を放つなど鮮烈な野手デビューを果たす。4月11日にBCリーグの神奈川フューチャードリームスへの派遣が発表された。神奈川での背番号は48。シーズン中の支配下登録はならなかったが、野手転向1年目で二軍では69試合に出場し、打率.293、6本塁打、23打点の成績を残した。
2023年は、前年の二軍成績が評価され、育成選手でただ1人、春季キャンプの一軍メンバーに抜擢される。しかし、オープン戦で結果が残せず、3月7日に二軍に合流した。二軍では、105試合の出場で打率.272、6本塁打、30打点の成績を残し、シーズン終了後の11月16日に支配下契約を結ぶことが発表された。背番号は投手時代の28を再びつけることとなり、推定年俸は現状維持となる620万円。
2024年も、一軍キャンプスタートとなるが、開幕は二軍で迎え、5月7日に右有鈎骨摘出術を受けたことが発表された。6月23日のイースタン・リーグの試合で実戦復帰を果たした。二軍では57試合に出場し、打率.246、3本塁打、24打点という成績だった。シーズン終了後、オーストラリアのウインターリーグに参加し、キャンベラ・キャバルリーに派遣されることが発表された。
2025年、4月30日までに二軍で29試合に出場し、打率.241、2本塁打、7打点を記録。5月1日に初めて一軍登録されると、同日の東京ヤクルトスワローズ戦（明治神宮野球場）で代打としてプロ初出場を果たした。5月4日の読売ジャイアンツ戦（横浜スタジアム）で「1番・左翼手」としてプロ初先発出場すると、3回の第2打席でプロ初安打となる中前安打を記録した。

## 選手としての特徴
投手時代のストレートの最速は153km/h。変化球はスライダー、カットボール、カーブ、SFFがある。また、高校通算30本塁打を記録しており、プロ入り3年目のオフに野手に転向した。

## 人物
ウクレレの演奏を趣味としている。高校3年生の夏から始め、約5か月でマスターした。入寮の際にもウクレレを持参し、報道陣の前で嶋大輔の「男の勲章」を披露。2020年に横浜スタジアムで行われたファンフェスティバルでも、瑛人の「香水」の弾き語りを行った。プロ入り後はギターも始めた。

## 詳細情報

### 記録
初記録
- 初出場・初打席：2025年5月1日、対東京ヤクルトスワローズ4回戦（明治神宮野球場）、7回表に平良拳太郎の代打で出場、高梨裕稔から三ゴロ[30]
- 初先発出場：2025年5月4日、対読売ジャイアンツ7回戦（横浜スタジアム）、「1番・左翼手」で先発出場[31]
- 初安打：同上、3回裏にフォスター・グリフィンから中前安打[31]

### 独立リーグでの打撃成績
| 年 度     | 球 団     | 試 合 | 打 席 | 打 数 | 得 点 | 安 打 | 二 塁 打 | 三 塁 打 | 本 塁 打 | 塁 打 | 打 点 | 盗 塁 | 盗 塁 死 | 犠 打 | 犠 飛 | 四 球 | 敬 遠 | 死 球 | 三 振 | 併 殺 打 | 打 率 | 出 塁 率 | 長 打 率 | O P S |
| --------- | --------- | ----- | ----- | ----- | ----- | ----- | -------- | -------- | -------- | ----- | ----- | ----- | -------- | ----- | ----- | ----- | ----- | ----- | ----- | -------- | ----- | -------- | -------- | ----- |
| 2022      | 神奈川    | 3     | 12    | 12    | 1     | 3     | 2        | 0        | 0        | 5     | 4     | 0     | 0        | 0     | 0     | 0     | -     | 0     | 3     | 0        | .250  | .250     | .417     | .667  |
| 通算：1年 | 通算：1年 | 3     | 12    | 12    | 1     | 3     | 2        | 0        | 0        | 5     | 4     | 0     | 0        | 0     | 0     | 0     | -     | 0     | 3     | 0        | .250  | .250     | .417     | .667  |

- 2022年度シーズン終了時

### 背番号
- 28（2019年[8] - 2021年、2024年[24] - ）
- 028（2022年[16] - 2023年）
- 48（2022年[20]、神奈川フューチャードリームスへの派遣時）